# Борисюк, Михаил Демьянович
Михаи́л Демья́нович Борисю́к (укр. Михайло Дем'янович Борисюк; 21 ноября 1934, Новосильский район — 30 декабря 2024) — генеральный конструктор бронетанкового оборудования Украины — руководитель Харьковского конструкторского бюро машиностроения имени А. А. Морозова. Герой Украины (2000).
Генерал-лейтенант, доктор технических наук, профессор, почётный доктор Харьковского национального университета, действительный член Академии кибернетических наук.

## Биография
Родился 21 ноября 1934 года в с. Харлеевка (ныне — Корсаковского района Орловской области).

### Образование
С сентября 1949 года учился в Задонском техникуме механизации и электрификации, с сентября 1953 года — курсант Саратовского танкового училища. С декабря 1956 года служил начальником контрольно-технического пункта, заместителем командира роты учебно-боевых танков в Орловском танковом училище, затем в Ульяновске. С ноября 1957 года — заместитель командира танковой роты по технической части 95-го танкового полка (ГСВГ).
В 1959—1964 годы учился в Академии бронетанковых войск им. Малиновского — войсковой инженер-электромеханик по специальности «электроника и автоматика танков». С 1964 года работал в военном представительстве при челябинском ПО «Электромашина».
С 1974 года — начальник и главный конструктор Челябинского КБ «Ротор»; с 1990 — руководитель и генеральный конструктор Харьковского КБ по машиностроению им. А. А. Морозова.
Умер 30 декабря 2024 года в возрасте 90 лет.

### Семья
Отец — Демьян Тимофеевич (1901—1965); мать — Татьяна Кузьминична (1903—1988).
Жена — Алевтина Ивановна (р. 1936).
- дети — Сергей Михайлович Борисюк (1959—2018), Михаил Михайлович Борисюк (1969--).
- внуки — Ксения, Наталья, Екатерина, Елизавета, Демьян Борисюк (2001--).

## Научная деятельность
В 1976 году защитил кандидатскую диссертацию («Испытания и оптимизация качества электрооборудования объектов бронированной техники»), в 1993 — докторскую («Разработка и испытание элементов и устройств танковых систем автоматики и электрооборудования»).
Автор около 200 научных работ, в том числе 5 монографий, и 70 изобретений.

## Награды и звания
- орден Трудового Красного Знамени (1976)
- орден Октябрьской Революции (1986)
- Ленинская премия (1990)[1]
- Заслуженный машиностроитель Украины (1994)
- Государственная премия Украины (1996, 2004)[1]
- орден «За заслуги» III степени (1997)
- Герой Украины (с вручением ордена Державы; 21.8.2000) — за выдающиеся трудовые достижения, заслуги перед Украинским государством в укреплении его обороноспособности
- орден «За трудовые достижения» (2000)[1]
- Почётная грамота Кабинета министров Украины (2004)
- орденский знак «Слава на верность Отчизне»[1]
- знаки «Хрустальный Меч» и «Серебряный Меч»[1]
- медали.